# Says
Says (toponimo tedesco) è una frazione di 158 abitanti del comune svizzero di Trimmis, nella regione Landquart (Canton Grigioni).

## Storia
Già comune autonomo istituto nel 1880 per scorporo da quello di Trimmis, si estendeva per 14,47 km² e comprendeva le frazioni di Obersays, Untersays e Valtanna; il 1º gennaio 2008 è stato nuovamente accorpato a Trimmis.

## Monumenti e luoghi d'interesse
- Chiesa riformata, eretta nel 1986[1].

## Società

### Evoluzione demografica
L'evoluzione demografica è riportata nella seguente tabella:
Abitanti censiti

### Lingue e dialetti
Già borgo di lingua romancia, fu germanizzato a partire dal XIV secolo da immigrati walser.